# Língua kannauji
Kannauji é um língua Indo-Ariana falada na região de Kannauj, estado Uttar Pradesh, Índia. Kannauji está intimamente relacionado com a língua Hindustani, com uma semelhança lexical de 83-94% com Hindi. Ethnologue e outros a consideram um dialeto do hindustani, enquanto outros o consideram uma língua hindi ocidental. Kannauji tinha pelo menos 9,5 milhões de falantes nativos em 2001.
O Kannauji compartilha muitas diferenças estruturais e funcionais de outros dialetos de Hindi, mas na “Pesquisa Lingüística da Índia” foi adicionado como uma variante de Braj Bhasha e Awadhi .
Kannauji tem dois dialetos ou variantes próprias: Tirhari e Kannauji de transição, que está entre o Kannauji padrão e o Awadhi.

## Geografia
Kannauji não é um dialeto padrão do Hindi e pode ser considerado a fase transitória entre Braj Bhasha e Awadhi. As partes orientais são fortemente influenciadas por Awadhi enquanto os distritos ocidentais falam Braj. Kannauji é falado predominantemente na cidade histórica de Kannauj nos seguintes distritos de Ganga-Yamuna Doab
- Kannauj
- Mainpuri
- Etawah
- Farrukhabad
- Auraiya

Nas áreas não-Doabi, é falada no distrito Hardo], partes ocidentais dos distritos de Awadh,  Sitapur, Shahjahanpur]] e  Pilibhit de Rohilkhand.
Uma distribuição da área geográfica pode ser encontrada no volume 9 da “Pesquisa lingüística da Índia”' por George A. Grierson.

## Escrita
A língua Kannauji usa a escrita Devanagari

## Fonologia

### Consoantes
|                   |                 | Labial | Dental/ Alveolar | Retroflexa | Palatal | Velar | Uvular | Glotal |
| ----------------- | --------------- | ------ | ---------------- | ---------- | ------- | ----- | ------ | ------ |
| Nasal             | Nasal           | m      | n                | (ɳ)        | (ɲ)     | (ŋ)   |        |        |
| Plosiva/ Africada | surda           | p      | t̪                | ʈ          | tʃ      | k     |        |        |
| Plosiva/ Africada | surda aspirada  | pʰ     | t̪ʰ               | ʈʰ         | tʃʰ     | kʰ    |        |        |
| Plosiva/ Africada | sonora          | b      | d̪                | ɖ          | dʒ      | ɡ     |        |        |
| Plosiva/ Africada | sonora aspirada | bʱ     | d̪ʱ               | ɖʱ         | dʒʱ     | ɡʱ    |        |        |
| Fricativa         | surda           | (f)    | s                |            | (ʃ)     |       |        |        |
| Fricativa         | sonora          | (v)    | (z)              |            |         |       |        | ɦ      |
| Vibrante          | plana           |        | ɾ                | (ɽ)        |         |       |        |        |
| Vibrante          | sonora aspirada |        |                  | (ɽʱ)       |         |       |        |        |
| Aproximante       | Aproximante     | ʋ      | l                |            | j       |       |        |        |

## Amostra de texto
Devanagari
सभी मनुष्यों को गौरव और अधिकारों के मामले में जन्मजात स्वतंत्रता और समानता प्राप्त हो। उन्हें बुद्भि और आत्मा की देन प्राप्त है ओर परस्पर उन्हें भाईचारे के भाव से बर्ताब करनो चइए।
Transliteração
Sabhī manuṣyoṅ ko gaurav aur adhikāroṅ ke māmle meṅ janmajāt svatantrā aur samāntā prāpt ho. Unheṅ budbhi aur ātmā kī den prāpt hai or paraspar unheṅ bhāīcāre ke bhāv se bartāb karno caiē.
Português
odos os seres humanos nascem livres e iguais em dignidade e direitos. São dotados de razão e consciência e devem agir em relação uns aos outros em espírito de fraternidade. (Artigo 1 da Declaração Universal dos Direitos do Homem)